# 油点草
油点草（学名：Tricyrtis macropoda）为天门冬科油点草属的植物。分布在日本以及中国大陆的贵州、江苏、广西、江西、湖北、广东、浙江、福建、安徽、湖南等地，生长于海拔800米至2,400米的地区，常生长在山地林下和草丛中岩石缝隙中，目前尚未由人工引种栽培。